# Anna Pawlak
Anna Pawlak (* 1978 in Breslau) ist eine deutsche Kunsthistorikerin polnischer Herkunft und Professorin für Kunstgeschichte mit dem Schwerpunkt Kunst der Frühen Neuzeit an der Eberhard Karls Universität Tübingen.

## Leben
Anna Pawlak studierte von 1999 bis 2005 an der Universität Augsburg Kunstgeschichte, Philosophie, Geschichte sowie europäische Ethnologie und war von 2001 bis 2003 Stipendiatin des Freistaates Bayern, der Stiftung der Universität Augsburg und des DAAD. Von Januar 2006 bis Dezember 2007 wurde sie mit einem Promotionsstipendium der Gerda Henkel Stiftung gefördert, welches Forschungsaufenthalte in Antwerpen, Amsterdam, Brüssel und Madrid ermöglichte. Im Februar 2008 wurde sie an der Universität zu Köln mit der Arbeit „Trilogie der Gottessuche. Studien zu Pieter Bruegels d. Ä. Sturz der gefallenen Engel, Triumph des Todes und Dulle Griet“ promoviert. Ihre 2011 erschienene Dissertation erhielt 2012 den Offermann-Hergarten-Preis der Philosophischen Fakultät der Universität zu Köln. Am Kölner Kunsthistorischen Institut war sie von 2008 bis 2014 als wissenschaftliche Assistentin (Akademische Rätin auf Zeit) beschäftigt. Anna Pawlak wechselte 2014 im Rahmen eines von der Fritz Thyssen Stiftung geförderten Forschungsprojektes auf eine eigene Stelle und wurde im selben Jahr auf die Juniorprofessur (tenure track) mit dem Schwerpunkt Kunst der Frühen Neuzeit an die Eberhard Karls Universität Tübingen berufen, die sie von 2014 bis 2020 innehatte. Seit Oktober 2020 lehrt sie dort am Kunsthistorischen Institut als Professorin (W3) für Kunstgeschichte. Einen Ruf auf die Professur für Allgemeine Kunstgeschichte (W3) an die Ruhr-Universität Bochum lehnte sie im April 2021 ab. Im Oktober 2024 wurde Anna Pawlak zur ordentlichen Professorin für Kunstgeschichte der Neuzeit an der Universität Zürich zum 1. September 2025 ernannt.
Zu den Forschungsschwerpunkten von Anna Pawlak zählen insbesondere die nordalpine Malerei, Druckgraphik und Skulptur des 15. bis 18. Jahrhunderts, Kunst und Konfessionalisierung, visuelle Rhetorik und Intermedialität, Sepulkralkunst, Ästhetik der Gewalt, Visualität und Materialität der Macht, Figurationen des Todes sowie künstlerische Konzepte des Immateriellen. Ihr gattungsübergreifendes Forschungsinteresse gilt vor dem Hintergrund der vielfältigen frühneuzeitlichen Interdependenzen zwischen Kunst, Religion und Politik den komplexen ästhetischen Strategien der Bedeutungskonstitution und des mit ihnen verbundenen künstlerischen Reflexionspotenzials.
Anna Pawlak war von 2014 bis 2020 Mitglied des Tübinger Graduiertenkollegs „Religiöses Wissen im vormodernen Europa (800–1800)“. Seit 2019 ist sie Projektleiterin und Vorstandsmitglied sowie seit 2022 erste stellvertretende Sprecherin des SFB 1391 „Andere Ästhetik“. Sie fungiert zudem seit 2015 als Vorstandsmitglied des Zentrums „Vormodernes Europa“ an der Universität Tübingen sowie seit 2016 als Mitglied der Kommission für Kunst und Denkmäler im öffentlichen Raum der Stadt Tübingen.

## Schriften (Auswahl)
- Trilogie der Gottessuche. Pieter Bruegels d. Ä. Sturz der gefallenen Engel, Triumph des Todes und Dulle Griet. Berlin 2011.
- Künstlerruhm und Konfession. Das Grabmal Pieter Bruegels d. Ä. in der Notre Dame de la Chapelle in Brüssel. In: Birgit Ulrike Münch, Andreas Tacke, Markwart Herzog (Hrsg.): Künstlergrabmäler. Genese – Typologie – Intention – Metamorphosen. Petersberg 2011, S. 80–96.

- mit Kerstin Schankweiler (Hrsg.): Ästhetik der Gewalt – Gewalt der Ästhetik (= Schriften der Guernica-Gesellschaft. Band 19). Weimar 2013.
- mit Lars Zieke, Isabella Augart (Hrsg.): Ars – Visus – Affectus. Visuelle Kulturen des Affektiven in der Frühen Neuzeit. Berlin/Boston 2016.
- mit Francine Giese, Markus Thome (Hrsg.): Tomb, Memory, Space. Concepts of Representation in Premodern Christian and Islamic Art. Berlin/Boston 2018.
- mit Johannes Lipps (Hrsg.): Antike im Druck – zwischen Imagination und Empirie. Tübingen 2018.
- Ars bene moriendi. Der Transitus Mariae in der niederländischen Kunst der Frühen Neuzeit. In: Renate Dürr u. a. (Hrsg.): Religiöses Wissen im vormodernen Europa. Schöpfung – Mutterschaft – Passion. Paderborn 2019, S. 431–462.
- Die Farbe der Hierophanie. Grisaille zwischen meditatio mortis und bildimpliziter Kunsttheorie in Pieter Bruegels d. Ä. Marientod. In: Annette Gerok-Reiter, Anne Mariss, Markus Thome (Hrsg.): Aushandlungen religiösen Wissens – Negotiated Religious Knowledge. Produktive Konkurrenzen in der Vormoderne – Productive Rivalries in Premodern Times. Tübingen 2020, S. 59–78.
- Klagende Bilder. Der Bethlehemitische Kindermord in der niederländischen Kunst der Frühen Neuzeit. In: Volker Leppin, Stefan Michels (Hrsg.): Reformation als Transformation? Interdisziplinäre Zugänge zum Transformationsparadigma als historiographischer Beschreibungskategorie. Heidelberg / Tübingen 2022, S. 155–182.
- Figurae Mortis. Visuelle Rhetorik und die Permeabilität des Todes in Juan de Valdés Leals Hieroglyphen für die Iglesia de la Caridad in Sevilla. In: Annette Gerok-Reiter u. a. (Hrsg.): Schein und Anschein. Dynamiken ästhetischer Praxis in der Vormoderne. Berlin / Boston 2023, S. 265–299.
- Ästhetische Extravaganz und konzeptuelle Hybridität. Frans Floris’ Sturz der gefallenen Engel (1554) im Dienst kollektiver Distinktion. In: Bernhard Huß (Hrsg.): Von Neuem. Tradition und Novation in der Vormoderne. Heidelberg 2024, S. 75–99.